# Larnaca microptera
Larnaca microptera är en insektsart som först beskrevs av Heinrich Hugo Karny 1926.  Larnaca microptera ingår i släktet Larnaca och familjen Gryllacrididae. Inga underarter finns listade i Catalogue of Life.